# ZfP-Gruppe Baden-Württemberg
Die ZfP-Gruppe Baden-Württemberg ist ein Unternehmensverbund von sieben rechtlich selbständigen Anstalten des öffentlichen Rechts, die aus den staatlichen Psychiatrischen Landeskrankenhäusern (seit 1996: Zentren für Psychiatrie) des Landes Baden-Württemberg hervorgegangen sind und unter Gewährsträgerschaft des Landes stehen.
Zur Gruppe gehören folgende Unternehmen:
- Klinikum am Weissenhof in Weinsberg
- Klinikum Nordschwarzwald in Calw
- Klinikum Schloß Winnenden in Winnenden
- Psychiatrisches Zentrum Nordbaden (PZN) in Wiesloch
- Zentrum für Psychiatrie Emmendingen in Emmendingen
- Zentrum für Psychiatrie Reichenau in Reichenau
- ZfP Südwürttemberg mit drei Hauptstandorten:[2]
  - Standort Bad Schussenried (auch Verwaltungssitz) in Bad Schussenried
  - Standort Weißenau in Ravensburg
  - Standort Zwiefalten in Zwiefalten

## Kritik
Der Unternehmensverbund Zentrum für Psychiatrie (ZfP) Baden-Württemberg, steht nach dem Jahresbericht der Nationalen Stelle zur Verhütung von Folter 2023, schwere Verfehlungen gegen die Menschenwürde, welche unter anderem als „untragbar“ und „unannehmbar“ bezeichnet wurden, in der Kritik.

### Menschenunwürdige Unterbringung
Untergebrachte Patientinnen und Patienten waren gezwungen, ihre Notdurft auf sogenannten Steckbecken zu verrichten, die mitten im Raum standen und von der Überwachungskamera ohne jede Verpixelung voll erfasst wurden. Die betroffenen Personen waren teilweise über mehrere Monate hinweg unter diesen Bedingungen isoliert untergebracht
Mindeststandards für eine menschenwürdige Unterbringung waren nicht erfüllt: So stellte die Nationale Stelle unzureichende Bekleidung, fehlende oder grelle Beleuchtung, nicht vorhandene Decken und Kopfkissen und das Fehlen einer Möglichkeit zur Verdunklung der Fenster fest.

### Verfassungswidrige Mehrfachbelegung
Entgegen der Rechtsprechung des Bundesverfassungsgerichts und der wiederholten Empfehlungen der Nationalen Stelle werden in den Einrichtungen der Unternehmensgruppe in den forensischen Psychiatrien, in den mehrfachbelegten Patientenzimmern die Toilette überhaupt nicht bzw. lediglich durch einen Vorhang abgetrennt.
In Bad Schussenried (Baden-Württemberg) befand sich der Sanitärbereich (WC und Dusche) eines Einschlusszimmer offen im Raum, welcher zum Besuchszeitpunkt der nationalen Stelle mit drei Personen belegt war. In Emmendingen (Baden-Württemberg), war die Toilette in einem doppelt belegten Patientenzimmer lediglich durch einen Vorhang als Sichtschutz abgetrennt.

### Durchsuchung mit vollständiger Entkleidung
Durchsuchungen, die mit einer Entkleidung und Inaugenscheinnahme des Schambereichs verbunden sind, stellen nach dem Bundesverfassungsgericht einen schwerwiegenden Eingriff in das allgemeine Persönlichkeitsrecht dar. Sie dürfen nicht routinemäßig, unabhängig von fallbezogenen Verdachtsgründen, durchgeführt werden.
Im Jahr 2023 wurden in den Einrichtungen der Unternehmensgruppe in Calw und Weinsberg sämtliche neu aufgenommene Personen unter vollständiger Entkleidung durchsucht. Andere forensische Einrichtungen beschränkten, die Praxis der Durchsuchung mit vollständiger Entkleidung auf den Einzelfall.